# 岡田吉弘 (政治家)
岡田 吉弘（おかだ よしひろ、1985年〈昭和60年〉6月11日 - ）は、日本の地方政治家。広島県三原市長（2期）。

## 来歴
広島県三原市出身。広島大学附属三原小学校・中学校および広島大学附属福山高等学校を経て2008年京都大学工学部工業化学科を卒業し、2011年に京都大学大学院工学研究科修士課程修了。
2011年4月、日東電工入社。2014年4月、松下政経塾入塾。2018年4月、一般社団法人RoFReC設立。

## 市長選
2020年3月30日、前年の参院選広島県選挙区をめぐり、三原市長の天満祥典が衆議院議員の河井克行から現金を受け取っていたことが報じられた。天満は金銭の授受を否定し続けていたが、6月25日、計150万円を受け取ったことを認め、辞職する意向を表明した。6月29日、岡田が天満の辞職に伴う三原市長選挙に立候補する意向を固めたことが明らかとなった。天満は6月30日付で辞職。
同年8月9日に行われた市長選挙に自民党の推薦を受けて立候補し、元市議の荒井静彦ら3人を破り初当選した。
※当日有権者数：76,879人 最終投票率：48.39%（前回比：-8.83pts）
| 候補者名 | 年齢 | 所属党派 | 新旧別 | 得票数   | 得票率 | 推薦・支持     |
| -------- | ---- | -------- | ------ | -------- | ------ | -------------- |
| 岡田吉弘 | 35   | 無所属   | 新     | 21,194票 | 57.71% | 自由民主党推薦 |
| 荒井静彦 | 68   | 無所属   | 新     | 11,339票 | 30.88% |                |
| 角広寛   | 61   | 無所属   | 新     | 3,549票  | 9.67%  |                |
| 藤岡輝久 | 50   | 無所属   | 新     | 641票    | 1.74%  |                |

2023年12月7日、2024年8月の任期満了に伴う三原市長選挙に2期目を目指して立候補を表明した。
市長選には岡田の他に、2024年1月6日、無所属で新人の、三原市議会議員の田中裕規（2期目）と、2024年2月15日、無所属で新人の、前・三原市教育長の計田春樹が立候補を表明。
2024年7月28日、投開票が行われ、無所属で出馬した岡田吉弘が2回目の当選を果たした。
※当日有権者数：72,834人 最終投票率：41.11%（前回比：-pts）
| 候補者名 | 年齢 | 所属党派 | 新旧別 | 得票数   | 得票率 | 推薦・支持 |
| -------- | ---- | -------- | ------ | -------- | ------ | ---------- |
| 岡田吉弘 | 39   | 無所属   | 現     | 19,966票 | 67.28% |            |
| 田中裕規 | 64   |          | 新     | 6,984票  | %      |            |
| 計田春樹 | 69   |          | 新     | 2,725票  | 9.18%  |            |

## 市政
- 2020年11月、「デジタルファースト宣言」を行った[21]。

- 2021年10月25日、LGBTなど性的少数者のカップルが婚姻に相当する関係にあると認める「パートナーシップ宣誓制度」を、2022年1月1日に導入すると発表した[22]。
- 2023年4月11日、同年に第1子が生まれたことで、「イクボス宣言」を行った[23][24]。